# Vengaboys
Vengaboys (wymowa: ˈbɛŋ.ɡæ.bɔɪz) – holenderski zespół muzyczny założony w 1997 roku, wykonujący muzykę dance-pop, eurodance i bubblegum dance.
Zespół sprzedał w sumie około 25 milionów egzemplarzy swoich singli i albumów na całym świecie.
Znakiem rozpoznawczym zespołu są charakterystyczne stroje sceniczne, w których występują wokaliści: Kim Sasabone zazwyczaj występuje w stroju nawiązującym do stylu militarnego, Roy Olivero-Den Burger, a potem jego następca Donny Latupeirissa ubierali się w stroje przypominające ubranie kowboja, Denise Post-van Rijswijk – w kolorowy strój przywodzący na myśl lalkę, a Robin Pors i Yorick Bakker – w strój imitujący ubranie marynarza.

## Historia
Zespół został założony w 1997 z inicjatywy dwóch holenderskich DJ-ów i producentów: Danskiego (Dennis van den Driesschen) i Delmundo (Wessel van Diepen). Pomysł stworzenia zespołu narodził się podczas podróży po Hiszpanii, którą odbywali autobusem szkolnym w latach 1992-1997. W jej trakcie zatrzymywali się na plażach, rozstawiali na nich sprzęt muzyczny i organizowali nielegalne imprezy, które najczęściej kończyły się interwencjami Guardia Civil. Na jednej z takich imprez, w 1996 Danski i Delmundo poznali pochodzącą z Brazylii Kim Sasabone, a później także obywatela Trynidadu Roya Olivero den Burgera oraz będących ich rodakami Denise Post-van Rijswijk i Robina Porsa. Wspólne imprezowanie zaowocowało podjęciem jesienią 1996 decyzji o utworzeniu zespołu, któremu nadano nazwę Vengaboys. W następnym roku wydali dwa debiutanckie single "Parada de Tettas" oraz "To Brazil", a dwa lata później debiutancki album, zatytułowany Up & Down - The Party Album.

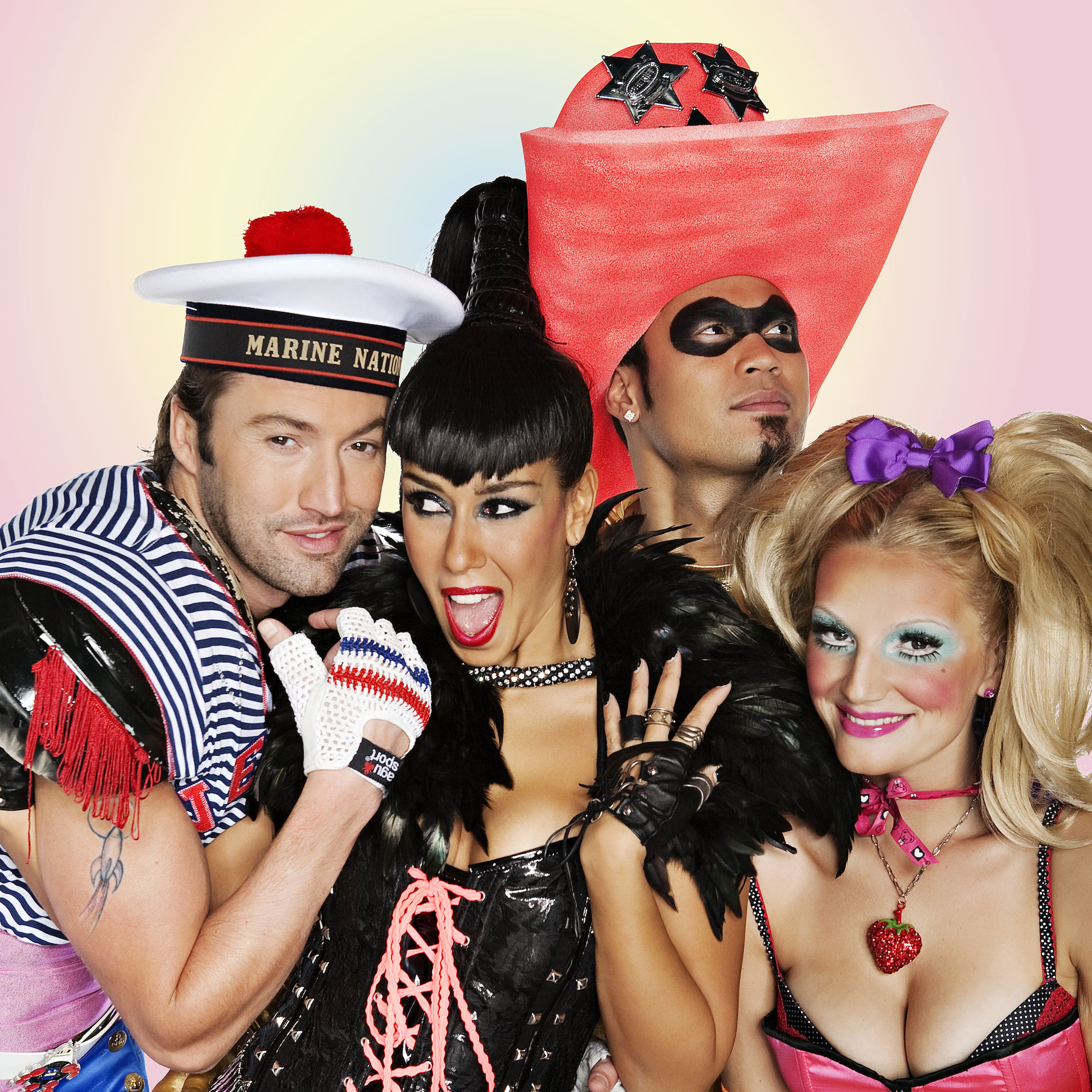
Członkowie zespołu Vengaboys

Największa popularność zespołu przypadła na lata 1998–2000. Powstały wtedy albumy The Party Album i The Platinum Album, a pochodzące z nich takie utwory, jak "We Like to Party", "Boom, Boom, Boom, Boom!!", "We're Going to Ibiza", "Uncle John From Jamaica", czy "Shalala lala" stały się wielkimi, często nagradzanymi przebojami.
W 2002 członkowie zespołu podjęli decyzję o jego rozwiązaniu. W 2006 zespół został reaktywowany w składzie: Kim Sasabone, Denise Post-van Rijswijk, Donny Latupeirissa, Yorrick Bakker. W 2009 Yorricka Bakkera zastąpił Robin Pors i w takim składzie zespół występuje do dziś.

## Dyskografia
Albumy
| Up & Down - The Party Album             | - Data: 4 kwietnia 1998 - Wydawca: Strictly Rhythm | 18 | 26 | 26 | 4 | — | 4  | —  | - CHE: złota płyta                                                                              |
| The Party Album                         | - Data: 4 lipca 1999 - Wydawca: Strictly Rhythm    | —  | —  | —  | — | 6 | —  | 86 | - CAN: 3x platynowa płyta - UK: 2x platynowa płyta - AUS: 2x platynowa płyta - USA: złota płyta |
| The Platinum Album                      | - Data: 21 marca 2000 - Wydawca: Strictly Rhythm   | 4  | 2  | 2  | 2 | 9 | 20 | —  | - GER: złota płyta - CAN: złota płyta - CHE: platynowa płyta - POL: złota płyta                 |
| "—" oznacza, że album nie był notowany. |                                                    |    |    |    |   |   |    |    |                                                                                                 |

Kompilacje
| Greatest Hits! Part 1                   | - Data: 4 lipca 1998 - Wydawca: Breakin' Records  | 1 | - POL: złota płyta |
| The Best of Vengaboys                   | - Data: 9 grudnia 2011 - Wydawca: Central Station | — |                    |
| "—" oznacza, że album nie był notowany. |                                                   |   |                    |

Remiks albumy
| Tytuł            | Dane dot. albumu                                      |
| ---------------- | ----------------------------------------------------- |
| The Remix Album  | - Data: 25 stycznia 2000 - Wydawca: Central Station   |
| Xmas Party Album | - Data: 24 listopada 2014 - Wydawca: Breakin' Records |

Single
| "Parade de Tettas"                     | 1997 | —  | —  | —  | 29 | —  | —  | —  |                                                                                  | Vengaboys             |
| "To Brazil"                            | 1997 | —  | —  | —  | 23 | —  | —  | —  |                                                                                  | The Party Album!      |
| "Up & Down"                            | 1998 | 12 | 24 | 32 | —  | 4  | 55 | —  | - UK: srebrna płyta                                                              | The Party Album!      |
| "We Like to Party"                     | 1998 | 4  | 6  | 4  | —  | 3  | 2  | 26 | - AUS: platynowa płyta - UK: złota płyta                                         | The Party Album!      |
| "Boom, Boom, Boom, Boom!!"             | 1998 | 6  | 8  | 13 | 1  | 1  | 2  | 84 | - AUS: platynowa płyta - UK: złota płyta - GER: złota płyta                      | The Party Album!      |
| "We're Going to Ibiza"                 | 1999 | 9  | 12 | 7  | 1  | 1  | 26 | —  | - AUS: złota płyta - UK: złota płyta                                             | The Party Album!      |
| "Kiss (When The Sun Don't Shine)"      | 1999 | 10 | 14 | 14 | 3  | 3  | 17 | —  | - UK: srebrna płyta                                                              | The Platinum Album    |
| "Shalala Lala"                         | 2000 | 3  | 2  | 3  | 2  | 5  | 4  | —  | - AUS: złota płyta - UK: srebrna płyta - GER: platynowa płyta - CHE: złota płyta | The Platinum Album    |
| "Uncle John from Jamaica"              | 2000 | 12 | 10 | 18 | 7  | 6  | 45 | —  |                                                                                  | The Platinum Album    |
| "Megamix"                              | 2000 | 55 | —  | 82 | —  | —  | —  | —  |                                                                                  | The Platinum Album    |
| "Cheekah Bow Bow (That Computer Song)" | 2000 | 34 | 30 | 49 | 29 | 19 | —  | —  |                                                                                  | The Platinum Album    |
| "Forever as One"                       | 2001 | 79 | —  | —  | 77 | 28 | —  | —  |                                                                                  | The Platinum Album    |
| "Rocket to Uranus"                     | 2010 | —  | —  | —  | 7  | —  | —  | —  |                                                                                  | The Best of Vengaboys |
| "Hot, Hot, Hot"                        | 2013 | —  | —  | —  | 13 | —  | —  | —  |                                                                                  | —                     |
| "2 Brazil!"                            | 2014 | —  | —  | —  | 48 | —  | —  | —  |                                                                                  | —                     |
| "Where Did My Xmas Tree Go"            | 2014 | —  | —  | —  | —  | —  | —  | —  |                                                                                  | —                     |
| "Supergeil"                            | 2016 | —  | —  | —  | —  | —  | —  | —  |                                                                                  | —                     |
| "—" singel nie był notowany.           |      |    |    |    |    |    |    |    |                                                                                  |                       |

## Nagrody i wyróżnienia
| Rok  | Kategoria                     | Tytułem   | Nagroda            | Nota | Źródło |
| ---- | ----------------------------- | --------- | ------------------ | ---- | ------ |
| 2001 | Best-selling band of the year | Vengaboys | World Music Awards | Laur | [ 3 ]  |